# Пре-д'Анжу
Пре-д'Анжу (фр. Prée-d'Anjou) — муніципалітет у Франції, у регіоні Пеї-де-ла-Луар, департамент Маєнн. Пре-д'Анжу утворено 1 січня 2018 року шляхом злиття муніципалітетів Ампуаньє i Леньє. Адміністративним центром муніципалітету є Леньє. Населення — 1380 осіб (01.01.2021).